# おかやまひだまりカフェ
おかやまひだまりカフェは、NHK岡山放送局で放送された昼前の情報番組である。毎週金曜は局内『ひかりの広場』から生放送をする。
2011年3月22日をもって放送を終了した。2011年4月4日からは「ひるまえもぎたて!」としてリニューアルされた。

## 放送時間
- 月～金曜 11:30～12:00
  - 11:54～11:57に東京発の気象情報を放送する。
  - 毎月1日は、緊急警報放送の試験信号放送を実施するため、気象情報が1分前倒しされ、放送時間は11:30～11:59となる。

## キャスター
NHK岡山放送局の契約キャスターが担当する。
- 齋藤愛子（ - 2010年3月）
- 服部由佳（ - 2011年3月）
- 濱本梨沙（ - 2011年3月）
- 山上優子（2010年4月 - 2011年3月）

2011年3月まで担当したキャスター3人は、後枠である「ひるまえもぎたて!」で引き続きキャスターを務める。